# Årets Fotboll
Årets fotboll är en bokserie om fotbollsverksamheten i Sverige och världen respektive år.
Boken, som utgavs 1956-2020 av Strömbergs förlag, omfattar ungefär 400 sidor och har matchresultat och tabeller samt texter och bilder.
Parallellt med Årets Fotboll gavs Fotbollsboken ut av Brunnhages förlag. 1983 köpte Strömbergs upp Brunnhages och gav då ut både Årets Fotboll och Fotbollsboken under namnet Strömbergs/Brunnhages. Det som skiljer böckerna från 1983 är olika läderinbindningar. Boken som sammanfattar 2019 och gavs ut 2020 blev den sista upplagan av årets fotboll detta efter tids av minskad försäljning.
Årets Fotboll innehåller all fotboll från det gångna året, analyser av VM- och EM-slutspel; samtliga Sveriges A-landskamper har en egen text. Allsvenskan har alltid stått i fokus men Årets Fotboll har aldrig varit enbart en bok om eliten. Superettan redovisas i detalj och varje div. II-serie analyseras. Det går även att följa seriepyramiden hela vägen ned till den lägsta distriktserien.